# Dragovića Polje
Dragovića Polje (en serbe cyrillique : Драговића Поље) est un village du centre du Monténégro, dans la municipalité de Kolašin.

## Démographie

### Évolution historique de la population
| 1948 | 1953 | 1961 | 1971 | 1981 | 1991 | 2003 |
| ---- | ---- | ---- | ---- | ---- | ---- | ---- |
| 175  | 228  | 199  | 182  | 164  | 201  | 60   |